# Беньяміно Бономі
Беньяміно Бономі (італ. Beniamino Bonomi, нар. 9 березня 1968, Вербанія, Італія) — італійський веслувальник на байдарках, олімпійський чемпіон (2000 рік), триразовий срібний (двічі 1996 рік, 2004 рік) призер Олімпійських ігор, чемпіон світу.

## Кар'єра
Беньяміно Бономі народився 9 березня 1968 року в місті Вербанія. З дитиства почав займатися греблею та числився у спортивному клубі «Группо Наутіко Фьямме Гьялле».
Вперше поїхав на Олімпійські ігри у 1988 році. Там виступав у парі з Даніеле Скарпою на дистанції 500 метрів, фінішувавши у фіналі на останньому 9 місці. Окрім цього у складі екіпажу-четвірки став 7 у фіналі.
Першим вагомим досягненням спортсмена стала срібна медаль чемпіонату світу 1991 року на дистанції 10000 метрів.
Наступні Олімпійські ігри, що проходили у Барселоні, для спортсмена завершилися п'ятим місцем в одиночному заїзді на дистанції 1000 метрів.
У 1995 році виграв своє єдине золото чемпіонатів світу, здобувши перемогу на дистанції 500 метрів у парі з Даніеле Скарпою. Олімпійські ігри 1996 року стали найуспішнішими для спортсмена. Йому вдалося виграти індивідуальну срібну нагороду на дистанції 1000 метрів. Окрім цього ще одну срібну нагороду спортсмен здобув у складі екіпажу-двійки на дистнації 500 метрів.
Чемпіонат світу 1998 року став дуже успішним для спортсмена, на ньому він здобув три срібні нагороди. На наступному чемпіонаті світу дві срібні нагороди.
Після завершення кар'єри Даніели Скарпи, Беньяміно став виступати у парі з Антоніо Россі. Разом з цим спортсменом, він став олімпійським чемпіоном у 2000 році, вигравши дистанцію 1000 метрів. Через чотири роки у Афінах спортсмени зупинилися за крок від ще однієї перемоги, ставши другими. Окрім цього вони виступали у парі на дистанції 500 метрів, однак суттєвих перемог здобути не зуміли.
Після завершення спортивної кар'єри розпочав тренерську роботу, та навіть очолював жіночу збірну Італії з греблі на байдарках та каное.

## Виступи на Олімпійських іграх
| Олімпіада      | Дисципліна                     | Місце |
| -------------- | ------------------------------ | ----- |
| Сеул 1988      | байдарки-двійки, 500 метрів    | 9     |
| Сеул 1988      | байдарки-четвірки, 1000 метрів | 7     |
| Барселона 1992 | байдарки-одиночки, 1000 метрів | 5     |
| Атланта 1996   | байдарки-одиночки, 1000 метрів | 2     |
| Атланта 1996   | байдарки-двійки, 500 метрів    | 2     |
| Сідней 2000    | байдарки-двійки, 500 метрів    | 7     |
| Сідней 2000    | байдарки-двійки, 1000 метрів   | 1     |
| Афіни 2004     | байдарки-двійки, 500 метрів    | 8     |
| Афіни 2004     | байдарки-двійки, 1000 метрів   | 2     |